# Giovanni Luigi Moncada
Giovanni Luigi Moncada Ventimiglia Ruffo, principe di Paternò (Palermo, 22 aprile 1745 – Catania, 27 agosto 1827), è stato un nobile e politico italiano.

## Biografia
Nacque a Palermo il 22 aprile 1745 da Francesco Rodrigo, VIII principe di Paternò, e da Giuseppina Ruffo dei Principi della Scaletta, di cui fu l'ultimogenito di sei figli. Di questi, Giovanni Luigi fu l'unico, assieme a Bernardino Castrense, a superare la tenera età. Nel 1761, a soli sedici anni, sposò la nobildonna Agata Branciforte (1740-1783), figlia di Ercole principe di Scordia, unione dalla quale nacquero nove figli.
Subito dopo il matrimonio visse per molti anni a Napoli, nel periodo del riformismo borbonico, dove svolse studi politici ed economici. Moncada si inserì fin ben presto nella corte napoletana, la cui presenza si rafforzò in particolare dopo il matrimonio avvenuto nel 1781 tra il figlio primogenito Francesco Rodrigo e Giovanna Beccadelli di Bologna, figlia del Principe di Camporeale, appartenenti ad una dinastia siciliana inserita all'aristocrazia napoletana dal XV secolo, e fedele ai Borbone.
Nel 1783, rimase vedovo della moglie, e si risposò dieci anni più tardi con la giovane nobildonna Giovanna del Bosco Branciforte (1771-?), figlia di Vincenzo principe di Belvedere, e dama della Regina Maria Carolina, dalla quale ebbe tre figli.

### Il maggiore feudatario della Sicilia
Tra il 1762 e il 1763 morirono il Principe Francesco Rodrigo suo padre, e il fratello maggiore Bernardino Castrense, cavaliere dell'Ordine di Malta. Succedette così al primo nei titoli e nei feudi di famiglia, quali il Principato di Paternò, il Ducato di San Giovanni, le Contee di Caltanissetta e Cammarata, e le varie baronie e signorie, di cui il 16 dicembre 1764 ottenne investitura. Dal 1763, ebbe anche il titolo di Grande di Spagna di prima classe.
Nel 1771, avviò un'opera di riordino patrimoniale riuscendo a sottrarre alla Deputazione del Regno di Sicilia i suoi Stati feudali e a riprenderne pieno possesso. Riuscì anche a recuperare alcuni feudi precedentemente alienati - come il feudo nisseno di Mimiano, restituitogli dal Duca di Villarosa - e ne rivendicò altri. L'azione intrapresa dal Principe generò l'ostilità delle nobiltà locali di Caltanissetta e Paternò, che nel 1779 - come già nel 1754 - chiesero la riduzione al demanio delle rispettive città. Tra i domini feudali rivendicati dal Principe di Paternò, vi fu la Contea di Adernò assieme alle terre di Biancavilla e Centorbi, delle quali ottenne restituzione a seguito di sentenza emessa dal Tribunale del Concistoro della Sacra Regia Coscienza del 25 giugno 1797, e di cui ricevette investitura il 20 ottobre dell'anno medesimo, stati sottratti a Francesco Borgia Alvarez de Toledo, duca di Ferrandina. Nella stessa sentenza riottenne anche il diritto di Grano Uno dei tarì di baroni per ogni salma di vettovaglie da estrarsi nei porti di Sicilia, e le onze 164 annuali sulle tratte ed esportazioni del Regno. Il Duca di Ferrandina fu anche condannato a pagare al Principe di Paternò un cospicuo risarcimento di 40.000 scudi, per gli introiti maturati sulle terre che a questi restituiva.
Il Moncada divenne così l'uomo aristocratico più ricco della Sicilia, con possessi feudali che si estendevano in molte aree dell'isola, in particolare nel Catanese: al 1808, il vasto patrimonio del Principe di Paternò fruttava al medesimo un introito annuale complessivo di 93.048 onze, in massima parte dovuto alle gabelle pagate dai suoi vassalli.

### Il sequestro e la prigionia dal Bey di Tunisi
Nell'estate del 1797, il 26 luglio, durante un viaggio da Palermo verso Napoli a bordo di una nave, in cui si trovava assieme ad altre 16 persone, nelle vicinanze di Ustica subì un'imboscata - con la complicità del comandante dell'imbarcazione di nazionalità greca - da parte di un gruppo di pirati tunisini che lo catturarono. Il Principe di Paternò, che si era imbarcato con un tesoro di 50.000 scudi, oltre che di gioielli, argenterie, cavalli e regali da portare agli amici e alle amiche della corte napoletana, venne condotto a Tunisi dove fu tenuto prigioniero dal bey Hammuda ibn Ali.
Con il Bey di Tunisi, trattò subito il riscatto per la liberazione sua e degli altri membri dell'equipaggio, ma le trattative inizialmente si arenarono per il rifiuto del tunisino. Per trattare la sua liberazione furono coinvolte dai familiari le diplomazie del Regno di Napoli, della Francia, della Gran Bretagna e della Spagna, e successivamente giunsero a Tunisi il cognato Arrigo del Bosco e Guglielmo Moncada, uno dei suoi figli, che lo trovarono in cattive condizioni fisiche. Il figlio si offrì come ostaggio al posto del padre, ma la proposta non fu accettata dal tunisino, e assieme al cognato del padre dovette tornare a Napoli. Nuove trattative furono in seguito avviate dal Principe di Paternò in persona, ed arrivarono a conclusione il 14 dicembre, quando fu raggiunto un accordo per il suo riscatto sulla base di un'ingente somma di 300.000 scudi da pagare al Bey di Tunisi, di cui 60.000 in contanti, ed il resto ratealmente o da denaro ricavato dalla dismissione di parte del suo enorme patrimonio.
La vicenda finì persino in tribunale, e nel 1800, il Tribunale del Commercio condannò il Moncada a soddisfare il debito contratto con il bey tunisino intimando allo stesso di depositare nella Tavola Pecuniaria di Palermo la somma residua del suo riscatto. A seguito di tale sentenza, nel 1802, re Ferdinando III dispose il sequestro di alcune rendite del Principe di Paternò per far fronte alle spese del processo e al pagamento del debito, che lo Stato borbonico in parte anticipò. Don Giovanni Luigi fu inoltre costretto perciò a smembrare parte del suo patrimonio e ad ipotecare alcuni suoi feudi.

### Attività politica
L'attività politica del principe Giovanni Luigi Moncada ebbe inizio nel 1770, quando per la prima volta divenne deputato del Regno di Sicilia, carica che ricoprì anche nel 1778, 1790 e 1794. Fu superiore della Confraternita dei Bianchi di Palermo dal 1772, e capitano di giustizia nella capitale siciliana dal 1777 al 1780.
Gentiluomo di camera di re Ferdinando III nel 1782, dopo l'abolizione del feudalesimo nel Regno di Sicilia nel 1812, avvenuto a seguito di promulgazione nell'anno medesiimo della costituzione concessa dal sovrano borbonico, che portò all'istituzione del Parlamento siciliano, il Principe di Paternò ottenne un seggio ereditario alla Camera dei pari di detto parlamento.

### LaConvenzione di Terminidel 1820 e l'eredità del Principe di Paternò
Nel 1820 a Palermo scoppiò un'insurrezione popolare contro la monarchia borbonica, che causò la fuga del luogotenente della città. Fu costituita una Giunta Provvisoria della Sicilia, che si riunì dal cardinale Pietro Gravina, arcivescovo di Palermo, alla cui presidenza si insediò Giuseppe Alliata, principe di Villafranca, giunto da Napoli, e di cui fece parte anche il principe Giovanni Luigi Moncada, nonostante l'età avanzata.
Il 23 settembre, il Principe di Paternò fu sollecitato dal maggiore Luigi Cianciulli ad incontrare in un luogo sicuro il generale Florestano Pepe, che da giorni aveva assediato Palermo con il suo esercito, al fine di mediare tra i rivoltosi e la Corona borbonica, e ripristinare in modo concordato l'ordine e la sicurezza nella città, e senza ulteriori spargimenti di sangue. Il 5 ottobre, il Pepe e il Moncada si incontrarono a Termini Imerese, dove fu ratificato un accordo noto come Convenzione di Termini, che prevedeva:
- il ritiro delle truppe borboniche da Palermo e la resa dei rivoltosi;
- un plebiscito per decidere la separazione della Sicilia da Napoli;
- il ripristino della costituzione del 1812;
- l'elezione di ogni deputato per comune;
- il rilascio dei militari borbonici prigionieri dei rivoltosi;
- la creazione di un nuovo Parlamento siciliano;
- il ripristino dei simboli del Re delle Due Sicilie;
- un'amnistia generale per tutti coloro che hanno preso parte alla rivolta;
- la creazione di un Governo provvisorio della Città di Palermo, fino a disposizioni del Re, presieduto dal Principe di Paternò.[13]

La Convenzione di Termini ebbe effetti immediati con il ripristino dell'ordine generale a Palermo e negli altri comuni precedentemente interessati dalle insurrezioni. Quella di presidente del Governo provvisorio, fu l'ultima carica ricoperta dal Moncada, dalla quale si dimise per motivi di salute dopo otto giorni dalla sua istituzione. Tuttavia però, il 14 ottobre, la convenzione fu dichiarata nulla dal Parlamento delle Due Sicilie perché incostituzionale.
Il Principe di Paternò morì a Catania il 27 agosto 1827, all'età di 82 anni. Fu sepolto nella chiesa di San Nicolò attiguo al cimitero di Centuripe, fatto edificare proprio dal medesimo e inaugurato nel 1817.
Dopo la sua morte sorse una disputa legale per l'accertamento dell'eredità del suo enorme patrimonio, tra i vari membri della famiglia. Furono nominati due amministratori per Palermo e Catania, e due procuratori per rappresentare gli eredi nelle vertenze giudiziarie, per i quali fu decisa l'assegnazione forzosa dei beni del defunto Principe dalla Gran Corte Civile di Palermo nel 1830. L'eredità del Principe di Paternò fu oggetto di controversie legali anche con molti comuni siciliani in cui possedeva beni, come quelli di Belpasso, Nicolosi e Paternò, e con quest'ultimo comune un accordo definitivo con gli eredi fu raggiunto nel 1903.

### Matrimoni e discendenza
Giovanni Luigi Moncada Ruffo, IX principe di Paternò, dalla prima moglie Agata Branciforte ebbe i seguenti figli:
- Francesco Rodrigo (1762-1816), che sposò Maria Giovanna Beccadelli di Bologna Montaperto (1765-1814), figlia di Giuseppe, principe di Camporeale, da cui ebbe sette figli;
- Maria Giuseppa (1764-1823), che fu moglie di Fabrizio Alliata Colonna, principe di Villafranca, e dopo essere rimasta vedova si risposò con il colonnello tedesco Thaddäus Lich;
- Salvatore (1765-1824);
- Beatrice (1766-1769);
- Giovanna (*† 1767);
- Caterina Teresa (1768-1769);
- Maria Teresa (1770-1837), che fu moglie di Giuseppe Bonanno, principe della Cattolica;
- Guglielmo (1773-1847), che sposò in prime nozze Maria Concetta Spinelli Caracciolo, figlia di Vincenzo, duca di Laurino, da cui ebbe le figlie Giovanna e Agata, e in seconde nozze Sebastiana Gallotti dei baroni Gallotti, da cui ebbe un figlio, Guglielmo;
- Andrea (1774-1831).[20]

Dalla seconda moglie Giovanna Emanuela Maria Ventimiglia del Bosco Branciforte, dei Principi Belvedere, (1771-1862) sposata nel 1797, ebbe i figli:
- Caterina Isabella Moncada del Bosco (1795-1878), sposa in prime nozze nel 1809 a soli 14 anni Giuseppe Moncada di Paternò Branciforte Beccadelli di Bologna figlio di Francesco Rodrigo, in pratica suo nipote (1787-1814), da cui ebbe Giovanna Moncada  (1810-1903) sposa Giovanni Francesco Statella, XIII principe di Cassaro senza eredi. Caterina, rimasta vedova sposa a 27 anni, il 16 giugno 1822 Alphonse Charles Jean 2.Prince-Duc de Bauffremont Courtenay (1792 – 1860 prince-duc de Bauffremont, prince de Courtenay et de Carency, da cui:
  - Roger  Alexandre Jean de Bauffremont-Courtenay 3e duc de Bauffremont (1823 - 1891) senza eredi
  - Léopold de Bauffremont-Courtenay (1825 1842) senza eredi
  - Paul Antoine Jean Charles 4e duc de Bauffremont -Courtenay (1827 - 1893) sposa il 18 aprile 1861 a Chimay, Valentine de Riquet de Caraman Chimay (1839 - 1914), divorzia nel 1875 ha eredi
- Matteo (1797-?)
- Maria Agata (1803-1862), che fu moglie di Carlo Filangieri, principe di Satriano.[20]

## Ascendenza
|                                                               |                                              |                                                                 | Genitori                                                |  |  | Nonni |  |  | Bisnonni                                         |  |  | Trisnonni                |  |
|                                                               |                                              |                                                                 |                                                         |  |  |       |  |  | Ferdinando Moncada Gaetani, duca di San Giovanni |  |  | Ignazio Moncada La Cerda |  |
|                                                               |                                              |                                                                 |                                                         |  |  |       |  |  | Ferdinando Moncada Gaetani, duca di San Giovanni |  |  | Ignazio Moncada La Cerda |  |
|                                                               |                                              | Anna Maria Gaetani Saccano                                      |                                                         |  |  |       |  |  | Ferdinando Moncada Gaetani, duca di San Giovanni |  |  |                          |  |
| Luigi Guglielmo Moncada Branciforte, duca di San Giovanni     |                                              |                                                                 |                                                         |  |  |       |  |  | Ferdinando Moncada Gaetani, duca di San Giovanni |  |  |                          |  |
|                                                               |                                              | Giovanna Branciforte Moncada, duchessa di San Giovanni          | Girolamo Branciforte Gioeni, duca di San Giovanni       |  |  |       |  |  |                                                  |  |  |                          |  |
|                                                               |                                              | Giovanna Branciforte Moncada, duchessa di San Giovanni          | Girolamo Branciforte Gioeni, duca di San Giovanni       |  |  |       |  |  |                                                  |  |  |                          |  |
|                                                               |                                              | Giovanna Branciforte Moncada, duchessa di San Giovanni          | Luisa Moncada Gaetani                                   |  |  |       |  |  |                                                  |  |  |                          |  |
| Francesco Rodrigo Moncada Ventimiglia, principe di Paternò    |                                              | Giovanna Branciforte Moncada, duchessa di San Giovanni          |                                                         |  |  |       |  |  |                                                  |  |  |                          |  |
|                                                               |                                              | Francesco Rodrigo Ventimiglia Marchese, principe di Castelbuono | Giovanni Ventimiglia Spadafora, principe di Castelbuono |  |  |       |  |  |                                                  |  |  |                          |  |
|                                                               |                                              | Francesco Rodrigo Ventimiglia Marchese, principe di Castelbuono | Giovanni Ventimiglia Spadafora, principe di Castelbuono |  |  |       |  |  |                                                  |  |  |                          |  |
|                                                               |                                              | Francesco Rodrigo Ventimiglia Marchese, principe di Castelbuono | Felicia Marchese Valdina                                |  |  |       |  |  |                                                  |  |  |                          |  |
| Giovanna Ventimiglia Pignatelli                               |                                              | Francesco Rodrigo Ventimiglia Marchese, principe di Castelbuono |                                                         |  |  |       |  |  |                                                  |  |  |                          |  |
|                                                               |                                              | Giovanna Pignatelli Tagliavia d’Aragona                         | Ettore Pignatelli, duca di Monteleone                   |  |  |       |  |  |                                                  |  |  |                          |  |
|                                                               |                                              | Giovanna Pignatelli Tagliavia d’Aragona                         | Ettore Pignatelli, duca di Monteleone                   |  |  |       |  |  |                                                  |  |  |                          |  |
|                                                               |                                              | Giovanna Pignatelli Tagliavia d’Aragona                         | Giovanna d’Aragona Tagliavia                            |  |  |       |  |  |                                                  |  |  |                          |  |
| Giovanni Luigi Moncada Ventimiglia Ruffo, principe di Paternò |                                              | Giovanna Pignatelli Tagliavia d’Aragona                         |                                                         |  |  |       |  |  |                                                  |  |  |                          |  |
|                                                               | Placido Ruffo Gotho, principe della Scaletta | Antonio Ruffo, principe della Scaletta                          |                                                         |  |  |       |  |  |                                                  |  |  |                          |  |
|                                                               | Placido Ruffo Gotho, principe della Scaletta | Antonio Ruffo, principe della Scaletta                          |                                                         |  |  |       |  |  |                                                  |  |  |                          |  |
|                                                               | Placido Ruffo Gotho, principe della Scaletta | Alfonsina Gotho Li Calzi                                        |                                                         |  |  |       |  |  |                                                  |  |  |                          |  |
| Giovanni Ruffo La Rocca, principe della Scaletta              | Placido Ruffo Gotho, principe della Scaletta |                                                                 |                                                         |  |  |       |  |  |                                                  |  |  |                          |  |
|                                                               |                                              | Vincenza La Rocca Platamone                                     | Giovanni La Rocca, principe di Alcontres                |  |  |       |  |  |                                                  |  |  |                          |  |
|                                                               |                                              | Vincenza La Rocca Platamone                                     | Giovanni La Rocca, principe di Alcontres                |  |  |       |  |  |                                                  |  |  |                          |  |
|                                                               |                                              | Vincenza La Rocca Platamone                                     | Caterina Platamone                                      |  |  |       |  |  |                                                  |  |  |                          |  |
| Giuseppina Ruffo Migliorino                                   |                                              | Vincenza La Rocca Platamone                                     |                                                         |  |  |       |  |  |                                                  |  |  |                          |  |
|                                                               |                                              | Giuseppe Migliorino Mollica, barone di Scarpello                | Scipione Migliorino Cianciolo, barone di Scarpello      |  |  |       |  |  |                                                  |  |  |                          |  |
|                                                               |                                              | Giuseppe Migliorino Mollica, barone di Scarpello                | Scipione Migliorino Cianciolo, barone di Scarpello      |  |  |       |  |  |                                                  |  |  |                          |  |
|                                                               |                                              | Giuseppe Migliorino Mollica, barone di Scarpello                | Anna Mollica                                            |  |  |       |  |  |                                                  |  |  |                          |  |
| Anna Maria Migliorino Balsamo                                 |                                              | Giuseppe Migliorino Mollica, barone di Scarpello                |                                                         |  |  |       |  |  |                                                  |  |  |                          |  |
|                                                               |                                              | Eleonora Balsamo Viperano                                       | Giuseppe Balsamo, barone di Cattafi                     |  |  |       |  |  |                                                  |  |  |                          |  |
|                                                               |                                              | Eleonora Balsamo Viperano                                       | Giuseppe Balsamo, barone di Cattafi                     |  |  |       |  |  |                                                  |  |  |                          |  |
|                                                               |                                              | Eleonora Balsamo Viperano                                       | NN Viperano                                             |  |  |       |  |  |                                                  |  |  |                          |  |
|                                                               |                                              | Eleonora Balsamo Viperano                                       |                                                         |  |  |       |  |  |                                                  |  |  |                          |  |